# Тихоокеанская конференция церквей
Тихоокеанская конференция церквей (англ. Pacific Conference of Churches, PCC) — экуменическая организация, представляющая христианские церкви в Тихоокеанском регионе, входящая во Всемирный совет церквей.

## История
Предыстория конференции начинается с форума 1961 года, состоявшегося в теологической семинарии Малуа в Самоа. За форумом последовало основание конференции в 1966 году, когда её первая ассамблея собралась на острове Луайоте в Лифу, Новая Каледония. Конференция стала одной из первых региональных неправительственных организаций в Тихом океане. Её первым председателем был тонганский методист Сион Аманаки Хавеа, работавший на этом посту с 1966 по 1971 год.
В настоящее время членство конференции насчитывает 27 тихоокеанских церквей-членов и 11 Национальных советов церквей. Головной офис конференции находится в Суве, Фиджи. В ноябре 2018 года Преподобный Джеймс Бхагван из Фиджи был избран генеральным секретарем конференции.

## Программы
В соответствии с Уставом (часть 4) Конференция — это сообщество Церквей и церковных организаций, которое стремится выполнять общее призвание во Славу Единого Бога. Конференция стремится к видению Тихоокеанского региона, в центре с ценностями единства, солидарности, справедливости, мира, диалога и лидерства, отвечающими сердцу и разуму Иисуса, а также духовностью, которая дает основу деятельности конференции. На встрече в Паго-Паго, Американское Самоа, в 2007 году девятая Генеральная ассамблея конференции согласовала шесть основных программ: экуменизм в Тихом океане, права человека, благое управление и лидерство, окружающая среда и изменение климата, ВИЧ/СПИД, глобализация и торговля. Дополнительно были согласованы две отраслевые программы, ориентированные на целевые группы: развитие женщин, расширение прав и возможностей молодежи.

## Миссия
В соответствии с Уставом (Часть 5) миссия конференции заключается в следующем:
1. Поощрять дух экуменизма среди церквей Тихоокеанского региона.
2. Поощрять церкви-члены искать руководства Святого Духа в изучении и работе над полным видимым единством единой неделимой Церкви.
3. Помогать членам ценить работу в миссии и координировать, организовывать и планировать вместе, чтобы, где это возможно, персонал, финансы и материальные ресурсы.
4. Поощрять и продвигать среди членов понимание справедливости, мира, целостности творения и человеческого развития.
5. Содействовать взаимным консультациям по вопросам, затрагивающим церковные отношения, и другим вопросам, представляющим общий интерес среди членов.
6. Поощрять активное участие членов в более широком экуменическом движении.
7. Быть средством, с помощью которого церкви Тихоокеанского региона могут помогать друг другу и помогать церквям и другим организациям в других частях мира во время стихийных бедствий и особых нужд, или заручиться помощью церквей в других частях мира во времена аналогичного стихийного бедствия или нужды.
8. Поощрять программы и распространять информацию для проповеди Слова Божьего.
9. Осуществлять одобренную Ассамблеей совместную деятельность и программы от имени членов.
10. Поощрять межрелигиозный диалог.